# Corcumello
Corcumello (Corcumejo in dialetto marsicano) è una frazione di circa 240 abitanti del comune di Capistrello (AQ), in Abruzzo.

## Geografia fisica

### Territorio
Il paese della Marsica, situato a 744 m s.l.m. dell'Appennino abruzzese alle pendici del monte Girifalco (1 268 m s.l.m.), domina dall'alto il settore occidentale dei piani Palentini attraversato dal fiume Imele e dal torrente Ràfia. Sul versante opposto della montagna, oltre il sentiero via Piana, la forca di Girifalco e la cresta del monte Aurunzo, sono situati i paesi limitrofi di Castellafiume e Pagliara in valle di Nerfa, area di passaggio tra la valle Roveto e Tagliacozzo.
Dista circa sei chilometri dal capoluogo comunale.

## Origini del nome

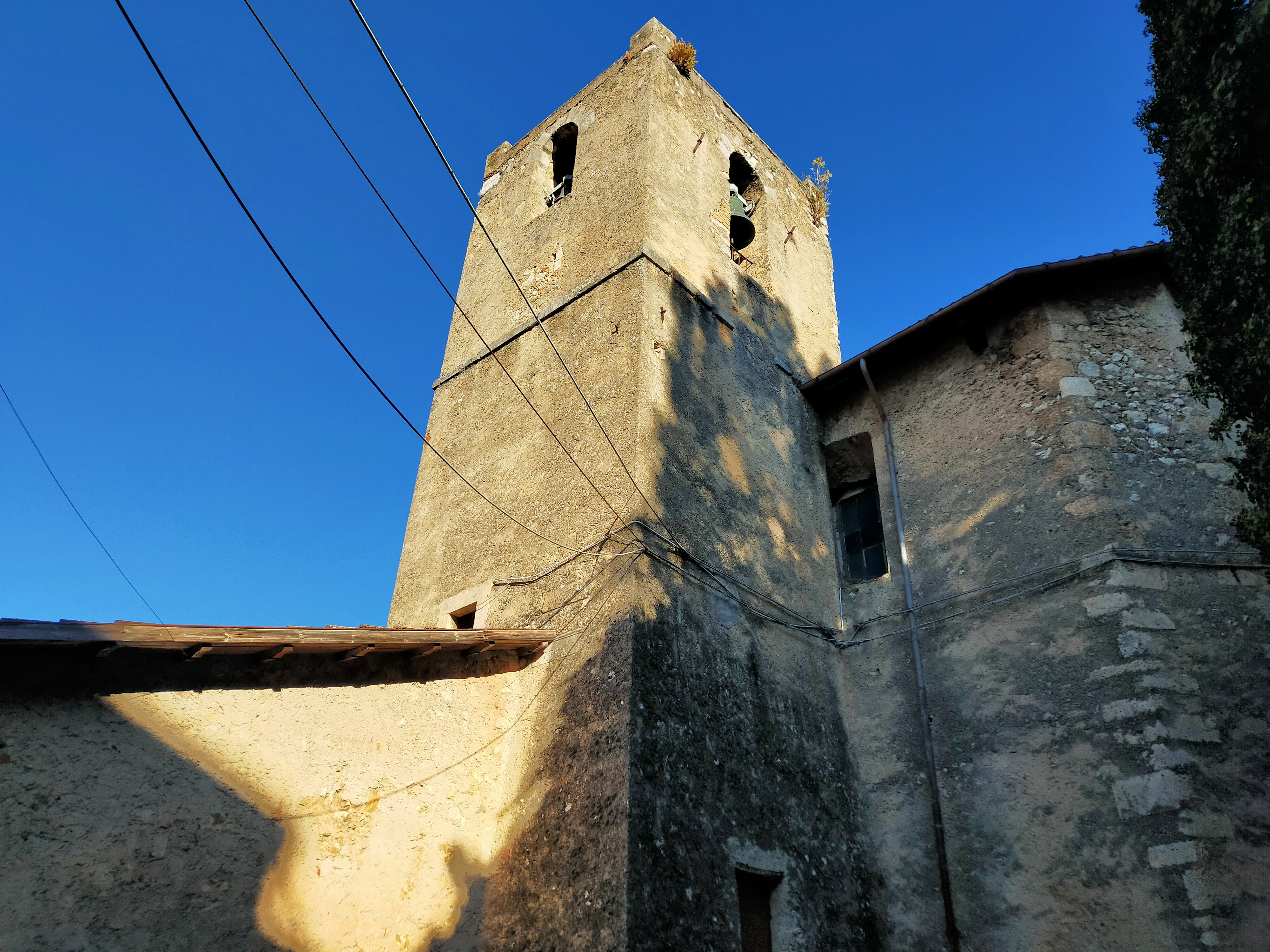
Torre del castello-palazzo De Ponte-Vetoli

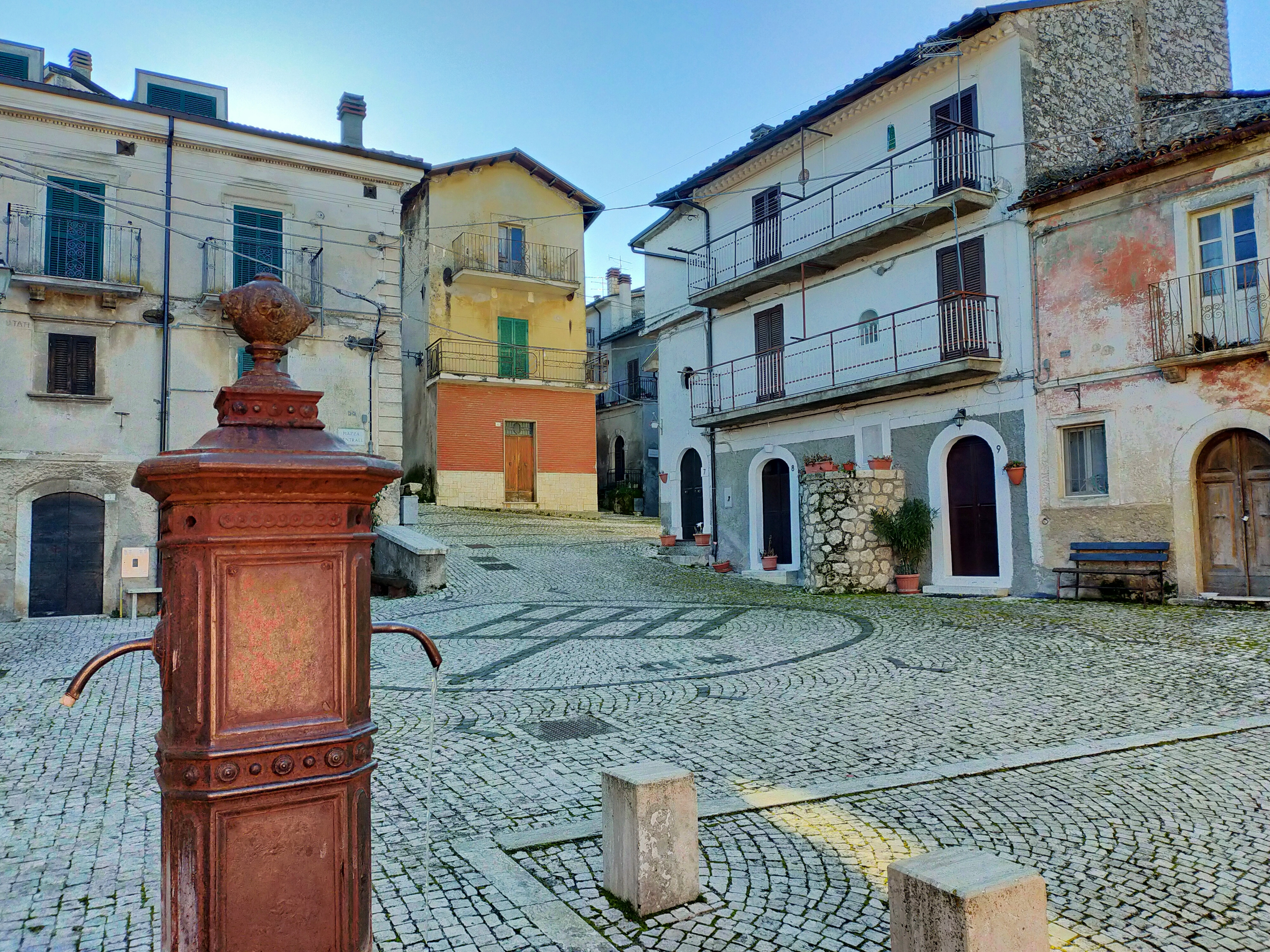
Piazza Centrale

Sull'origine del toponimo Corcumello non vi sono certezze. Tuttavia, stando a una ipotesi, deriverebbe dal primordiale nome di Corcinella, centro sottoposto al possesso di un milite del normanno Roberto (detto Roberto da Corcinella) che in quel periodo controllò una parte dei piani Palentini e alcune aree limitrofe della Marsica. Tale nome fu in uso fino alla fine del Duecento. 
Fantasiosa fu descritta da Muzio Febonio in Historiae Marsorum l'ipotesi di Paolo Marso che derivò il nome da un castello che Marsia edificò a Corico in Cilicia.
Una supposizione legherebbe il poleonimo al termine tardo latino cuccuma, ovvero vaso di rame o terracotta, dal quale si sarebbe evoluto in Curcumellum.

## Storia

### Origini
Il colle di Corcumello risulta insediato già in epoca preromana e romana. Ocres e vici furono edificati anche nei territori contigui di Collalto, in particolare nelle località di Rotella di Collalto e Rotella della Macchietta, Grottelle e colle San Pietro. 
Fin dall'antichità il colle veniva raggiunto dal Fucino, attraverso i sentieri che si congiungevano da più versanti alla via dei Marsi, svalicando il monte Salviano e oltrepassando i piani Palentini. Salendo sul monte Girifalco, oltre l'omonimo valico e la valle di Nerfa, ci si spingeva verso le località laziali e, lungo l'antica via Tiburtina Valeria, fino alla città di Roma.
ville ed edifici furono realizzati in epoca imperiale alle pendici del monte Girifalco e nel sottostante piano palentino.
L'area posta al confine dei territori equi con quelli dei Marsi fu, in epoca romana, inclusa nell'ager publicus della città antica di Alba Fucens.

### Medioevo
La sovrapposizione medievale del nucleo abitato, denominato originariamente Corcinella, risale all'epoca franco-longobarda della contea dei Marsi, tra il X e l'XI secolo. Il castello-recinto venne edificato in seguito, a cominciare dal XII secolo, intorno alla preesistente torre cintata. Il nucleo fortificato alla fine del Duecento prese stabilmente il nome di Corcumello. Tra il XII e il XIII secolo il paese acquisì maggiore grandezza e importanza per volontà della nobile famiglia De Ponte (De Pontibus), signori della contea di Carsoli e di Tagliacozzo

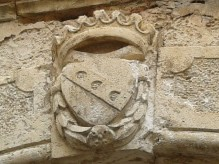
Stemma famigliare dei De Ponte (De Pontibus) su uno dei portali originali dell'ala quattrocentesca del palazzo-castello

Ben cinque chiese e i resti di un'abbazia benedettina fanno intuire il ruolo di primo piano che Corcumello ebbe in ambito ecclesiastico. Il centro storico, incluso in una recinzione a pianta triangolare costituita da case-mura, è impreziosito dalla chiesa di San Nicola, dal palazzo-castello appartenuto alle nobili famiglie De Ponte, Vetoli e Marimpietri, dalle quattro porte (porta Piè la Piaggia, porta San Pietro, porta Castello e porta Cancello) di cui rimane ben visibile porta Cancello, e dalle quattro torri semicircolari quattrocentesche. Queste ultime furono edificate con lo scopo di ottemperare al meglio alle funzioni difensive del nucleo abitato rinascimentale, in un tempo in cui le prime armi da fuoco, le bombarde e le colubrine, rendevano inservibili e quindi militarmente poco efficaci le preesistenti torri a base quadrata o di forma pentagonale.
Il 23 agosto 1268 i piani Palentini furono teatro della famosa battaglia di Tagliacozzo tra Corradino di Svevia e Carlo I d'Angiò che, combattuta a ridosso del monte Velino e dei colli di Albe e Scurcola, segnò la caduta definitiva degli svevi dal trono imperiale e da quello del Regno di Sicilia a favore degli angioini. Da questo momento il feudo fu sottoposto al controllo dell'abbazia di Santa Maria della Vittoria di Scurcola e il paese si sviluppò sul colle più prossimo al piano palentino.

### Età moderna e contemporanea

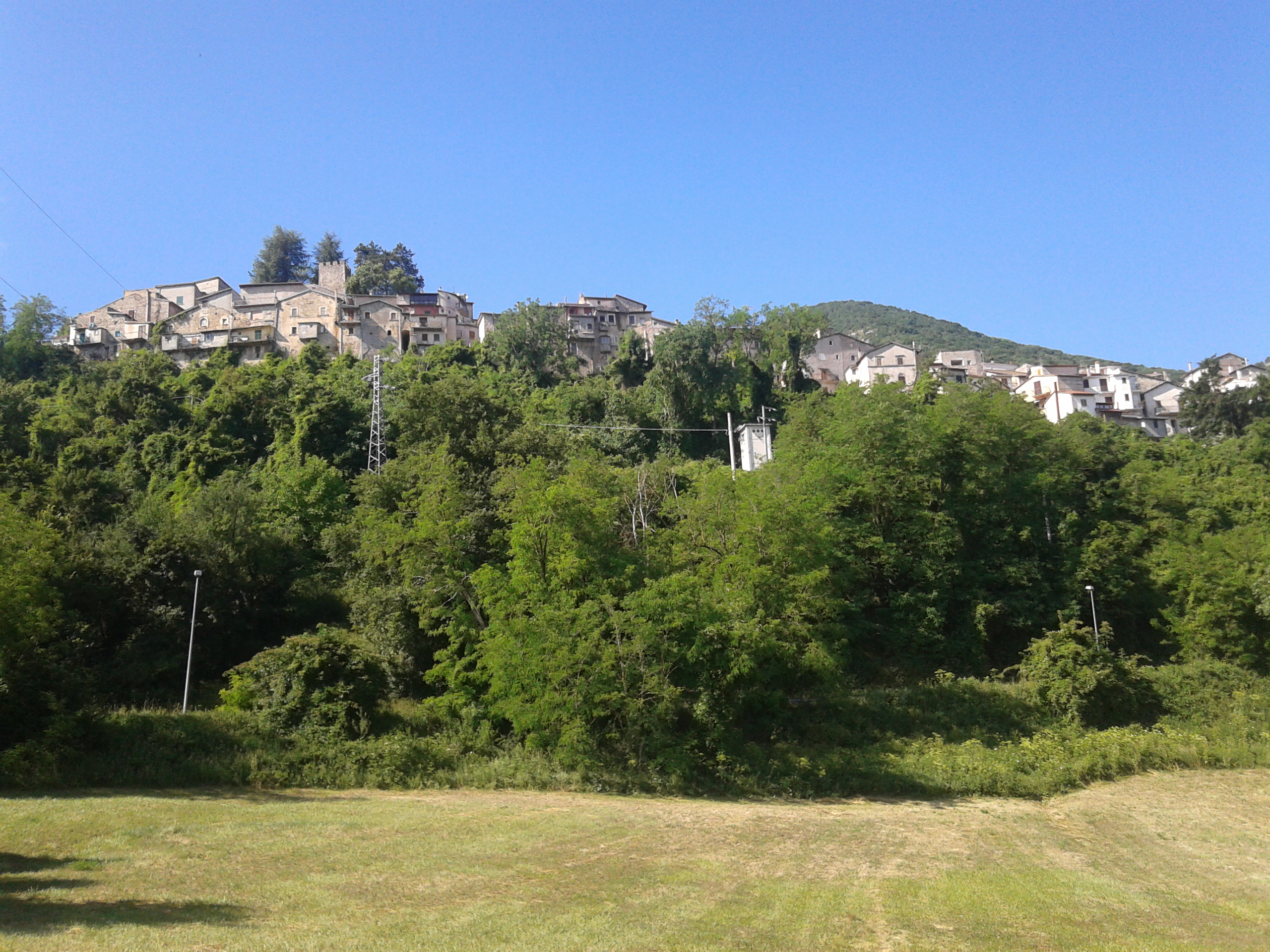
Il colle di Corcumello visto dai piani Palentini

Nel corso del XV secolo fu potenziato il sistema degli antichi bracci tratturali della transumanza per favorire l'economia locale legata all'allevamento. Il paese ha seguito le vicende storiche della contea e del ducato di Tagliacozzo risultando un feudo degli Orsini, per un breve periodo dei Caldora, infine per lungo tempo dei Colonna. In seguito all'abolizione del feudalesimo dei primi anni dell'Ottocento mantenne una certa autonomia amministrativa unitamente a Villa San Sebastiano; fu aggregato nel 1811 al comune di Tagliacozzo e dal 1857 a quello di Capistrello.
Il territorio, collocato al confine del Regno delle Due Sicilie con lo Stato Pontificio, fu interessato dal brigantaggio prima e dopo l'unità d'Italia e fino alla presa di Roma del 1870. In particolare i conti Vetoli subirono pesanti minacce da parte della banda del brigante Antonio Gasbarrone che imperversò in tutto il comprensorio.
Il terremoto di Rosciolo del 1904 e, soprattutto, quello della Marsica del 1915 causarono danni a chiese e torrioni ma non in modo irreparabile, tanto che il patrimonio architettonico del paese antico appare ben mantenuto, al contrario di altri nuclei urbani più vicini alle aree epicentrali.
Durante la seconda guerra mondiale alcuni cittadini collaborarono con la brigata partigiana "Patrioti della Marsica" (banda Marsica) di stanza in un'ala del castello Piccolomini nel paese rovetano di Morrea e con il locale CLN, costituito in seguito all'armistizio di Cassibile. Nell'eccidio delle Fosse Ardeatine fu trucidato il giovane antifascista Vittorio Marimpietri, discendente dei baroni di Corcumello, cresciuto in paese prima di trasferirsi da adolescente a Roma per gli studi. I bombardamenti dei nazisti in ritirata dalla linea Gustav danneggiarono in particolare la chiesa di Sant'Antonio e il ponte sul torrente Ràfia.
Dopo la forte emigrazione del XX secolo, soprattutto verso il Sud America, gli Stati Uniti d'America e il Canada, restano nella prima metà del Duemila circa 240 abitanti degli oltre 1 000 residenti del secolo precedente.

## Monumenti e luoghi d'interesse

### Architetture religiose

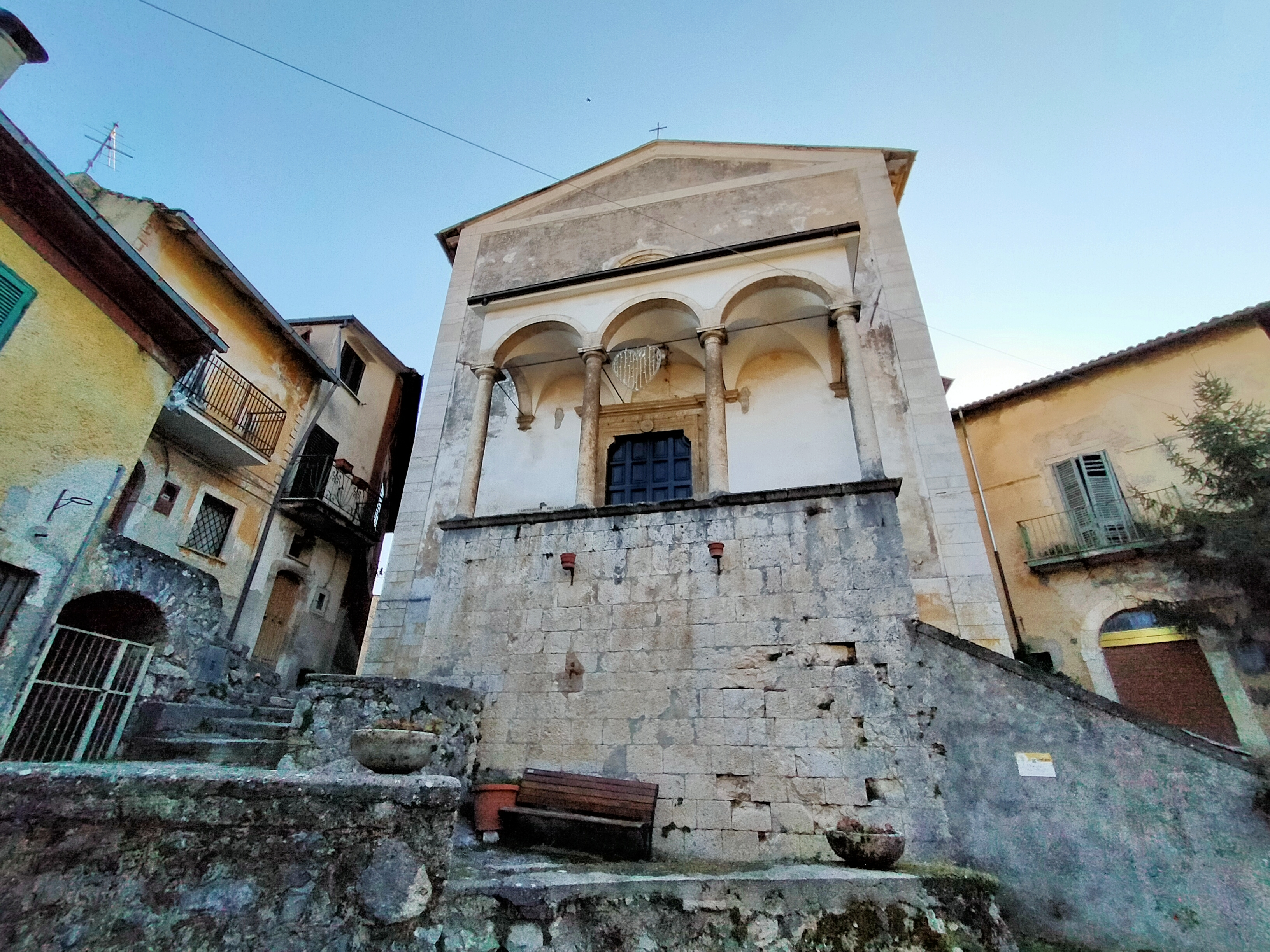
Facciata della chiesa di San Nicola

Chiesa di San NicolaL'originaria chiesa castrale, edificata all'inizio del XII secolo, risulta citata nella bolla del 1188 di Papa Clemente III. L'edificio di culto, dedicato a san Nicola di Bari, fu ingrandito e arricchito nel corso del Cinquecento acquisendo il titolo di parrocchia dalla vicina chiesa di San Giovanni, di cui restano poche tracce. Ampiamente rimaneggiato dai conti Vetoli, presenta diversi elementi quattrocenteschi e del tardo barocco. Anton Ludovico Antinori collocò l'ambone all'anno 1267, attribuendo l'opera all'artista Stefano de Moscino. Proveniente dalla vicina chiesa e monastero duecentesco di san Pietro, fu smontato e riassemblato. L'organo a canne della scuola degli organari della famiglia Fedeli è del XVIII secolo; fu restaurato nel 1988 con la consulenza di Oscar Mischiati. Una porzione del portone in sambuco, simile a quello di Santa Maria in Cellis di Carsoli, è datato 1132. Il portale cinquecentesco è protetto da un piccolo portico impreziosito da quattro colonne e tre arcate a preannunciare la struttura a volte. La parrocchia della diocesi di Avezzano è intitolata "San Pietro in San Nicola di Bari".

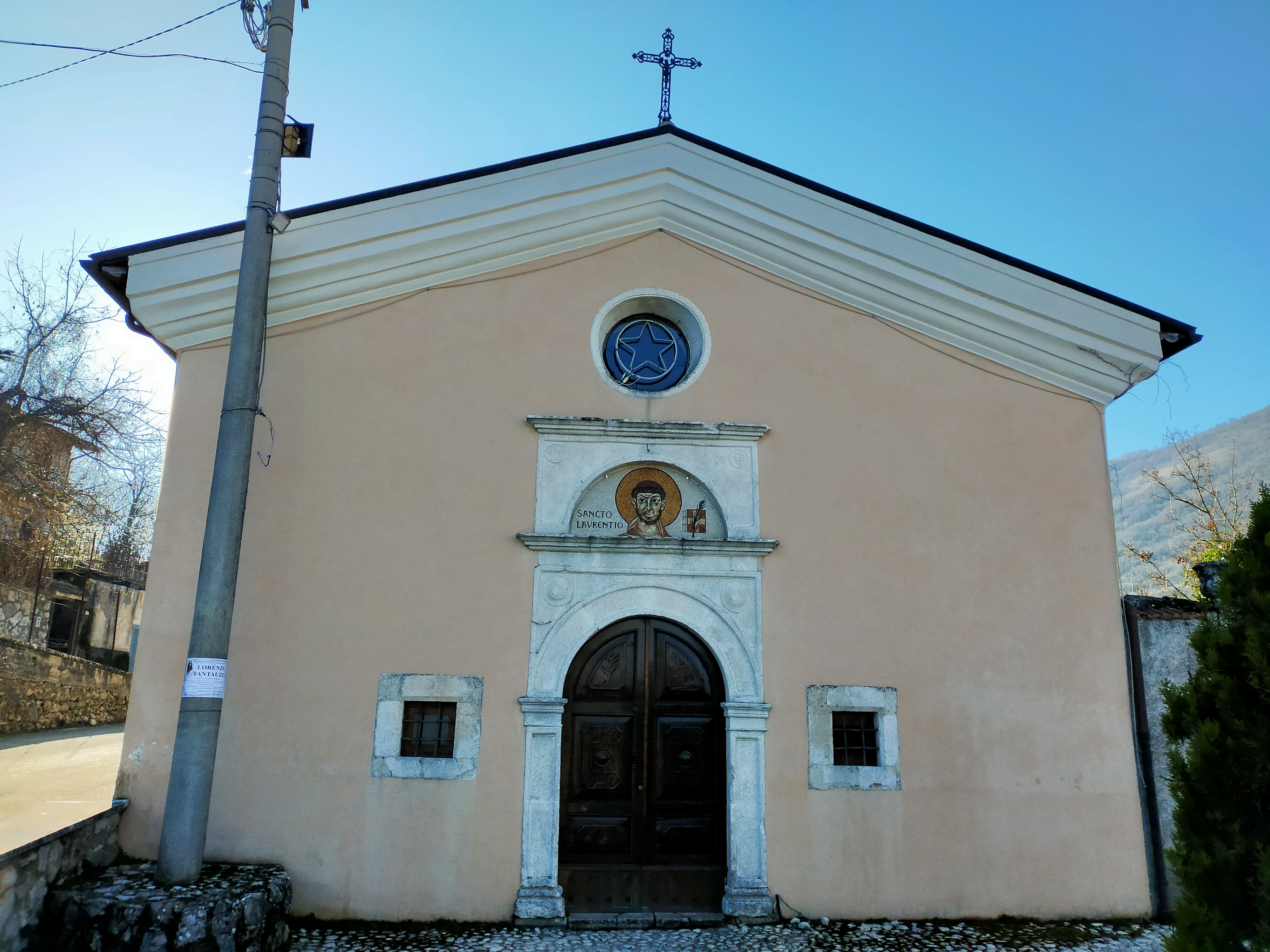
Chiesa di San Lorenzo

Chiesa di San LorenzoLa chiesa extra moenia, dedicata a san Lorenzo, fu edificata dalla famiglia Vetoli nella prima metà del Cinquecento. A base rettangolare presenta un'unica navata. La facciata è impreziosita dal portale in pietra in stile rinascimentale. In passato era dotata di un piccolo campanile a vela. Internamente sono presenti decorazioni e affreschi cinquecenteschi. Nel 2014 la chiesa è stata oggetto di lavori di consolidamento e di restauro. Non distante si trova la tenuta-dépendance dei De Ponte-Vetoli con l'architrave seicentesco e la cisterna con volta a cupola.
Chiesa di Sant'AntonioEdificio di culto dedicato a sant'Antonio abate con annesso ospedale-ricovero risalente al XVI secolo. La chiesa a base rettangolare, è collocata oltre la porta di Piè la Piaggia. Fu gravemente danneggiata durante la seconda guerra mondiale dai bombardamenti dei nazisti. L'architrave del portale principale in pietra presenta uno stemma di san Bernardino da Siena, mentre nella lunetta un'iscrizione latina sarebbe riferita all'ordine religioso cavalleresco costantiniano. Internamente è presente una scultura in terracotta della Madonna col Bambino che richiama lo stile del maestro Silvestro dell'Aquila. Una targa collocata nel 1988 all'esterno della chiesa ricorda le missioni vincenziane.
Chiesa di Santa Maria del MontePiccola chiesa di montagna situata a circa 1 220 m s.l.m. sul crinale del monte Arezzo, tra gli abitati di Corcumello, Capistrello e Castellafiume, lungo le antiche vie di collegamento tra l'area marsicana, i santuari di Vallepietra e Subiaco e la città di Roma, attraverso i sentieri appenninici e l'originario tracciato della via Tiburtina Valeria. Durante il Medioevo il romitorio, risalente all'XI secolo, dipese dalla prepositura cassinese di Santa Maria delle Grazie in Luco e dall'abbazia di Farfa. L'edificio primordiale dedicato alla Madonna, di cui restano visibili alcune tracce, era più grande della chiesa contemporanea riedificata nel corso del XX secolo.
Chiesa e monastero di San PietroRestano poche tracce del complesso benedettino dedicato a san Pietro. Collocato e sovrapposto su un tempio preesistente dell'omonimo colle, risultò nel Duecento in tenimento ai monaci benedettini di Santa Maria in Cese. Descritto da Ignazio Carlo Gavini in Storia dell'architettura in Abruzzo, si caratterizzava per il portale in pietra, le tre navate e l'ambone duecentesco di scuola romano-marsicana, poi collocato nell'edificio di culto del centro storico dedicato a san Nicola. La chiesa fu parrocchia autonoma fino al 1880. Il complesso, dopo essere stato danneggiato dal terremoto del 1915, venne abbattuto e al suo posto fu realizzato il nuovo cimitero.
- Cappella di Sant'Anatolia, presso l'ostello "Torre antica" del castello-palazzo De Ponte-Vetoli[38].
- Tracce della chiesa scomparsa di Sant'Anatolia in località Chiusa[11].
- Chiesa dismessa di San Giovanni e chiesa scomparsa di Sant'Angelo in Grottelle, situata in località Grottelle (Sancti Angeli in Cripta); entrambe nel Medioevo furono elevate a chiese parrocchiali[26].

### Architetture civili

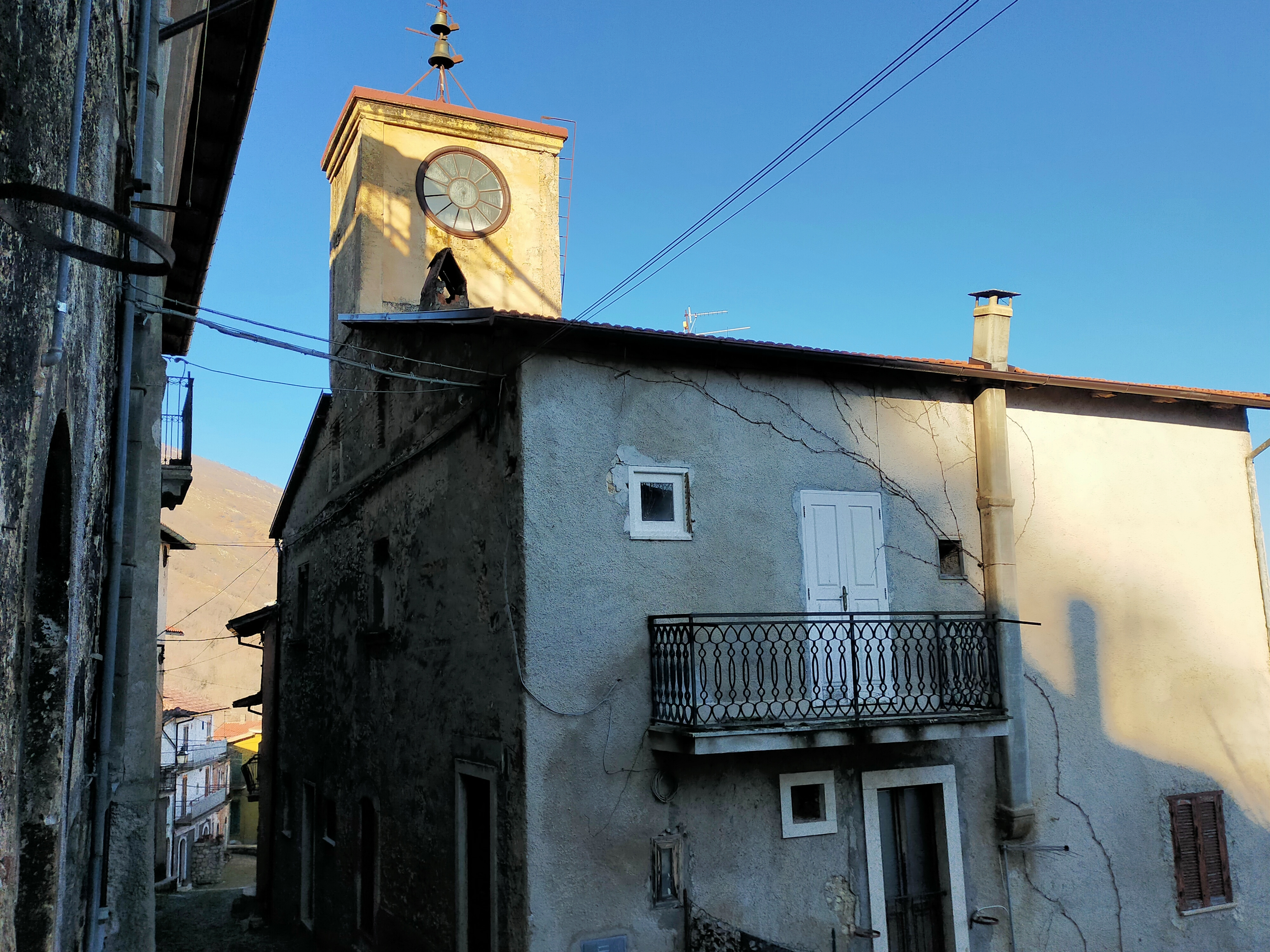
Casa con bifora con la torretta dell'orologio

Casa con biforaEdificio quattrocentesco che ospitò la casa comunale. Si distingue per le finestre con i capitelli e le bifore e una porta con l'arco a sesto acuto. La torretta dell'orologio, innalzata agli inizi del Novecento, fu danneggiata dal terremoto del 1915 e venne restaurata e adeguata venti anni dopo.
Acquedotto dell'ArunzoCanale sotterraneo, detto anche dei piani Palentini o impropriamente dell'Arunzio o di Angizia, ideato dal console Lucio Arrunzio e realizzato tra il 41 e il 54 d.C. nello stesso periodo della realizzazione dei cunicoli di Claudio alla base del monte Aurunzo in località Grottelle. Confluiva le acque del torrente Riosonno dalla valle di Nerfa all'area palentina. Tra il 1685 e il 1689 il duca di Tagliacozzo Lorenzo Onofrio Colonna fece avviare i lavori di restauro che furono affidati all'architetto Girolamo Fontana. I resti di un'altra condotta in muratura si trovano in località Iudici presso il torrente Ràfia.
- Ostello "Torre antica", realizzato negli anni ottanta in una delle torri del XV secolo[38].

### Architetture militari

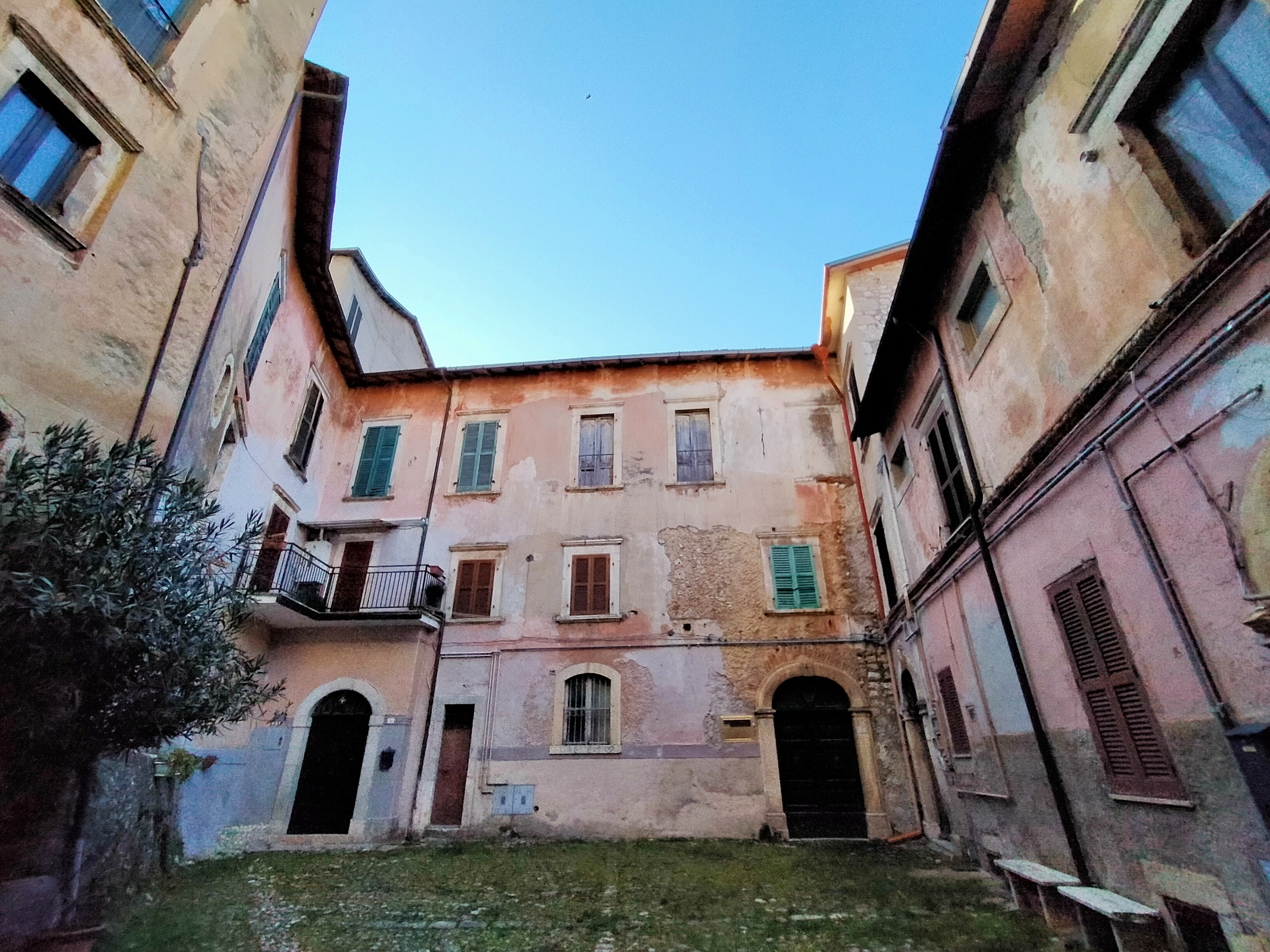
Veduta del palazzo Vetoli

Castello De Ponte-VetoliCastello-palazzo collocato nel centro storico del paese. La prima piccola fortificazione dell'originario paese venne edificata nel XII secolo intorno alla torre medievale preesistente che era circondata da altri casali e torri. Nel corso del XIV secolo, con l'aumentare del potere feudale dei De Ponte, il castello venne consolidato e ingrandito. Lo sviluppo ulteriore della struttura si ebbe durante la signoria dell'ultima erede del ramo locale della nobile famiglia, Buzia (o Tuzia) unitamente al marito Sante Vetoli e con l'assenso e l'appoggio del fratello Giovambattista De Ponte, vescovo di Nepi e Sutri e di Bitonto dal 1473 al 1500. Con i successivi eredi si conclusero i lavori di adeguamento e di ulteriore ampliamento cinquecentesco. Il castello, divenuto un palazzo residenziale e signorile, si caratterizza in particolare per la torre-mastio del periodo aragonese e il giardino pensile sopraelevato. I nobili Marimpietri, presenti a Corcumello dalla prima metà dell'Ottocento, s'imparentarono con i Vetoli; gli eredi conservano una parte della struttura, mentre in passato la famiglia ebbe possedimenti anche ad Avezzano. Le quattro torri semicircolari, riedificate nel corso del XV secolo per sostituire le torri rompitratta trecentesche, sono poste lungo la recinzione che, costituita da case-mura perimetrali, abbraccia il palazzo-castello.

### Monumenti
- Monumento ai caduti delle guerre. L'opera in bronzo, raffigurante un soldato nell'atto di difendersi, fu realizzata nella seconda metà del XX secolo nel piazzale antistante alla chiesa di San Lorenzo. È attribuita allo scultore ravennate Domenico Ponzi[45].
- Fontana di piazza Centrale, collegata alla condotta idrica voluta nel 1909 da Giovanni Torlonia e completata nel 1957[46].
- Fontana di piazza dell'Allegria, collocata nell'omonima piazza nel 2005.
- Cippo Torlonia, stele collocata nelle adiacenze di piazza Centrale. Datata 1856 è dedicata al prosciugatore del lago Fucino, Alessandro Torlonia.

### Siti archeologici

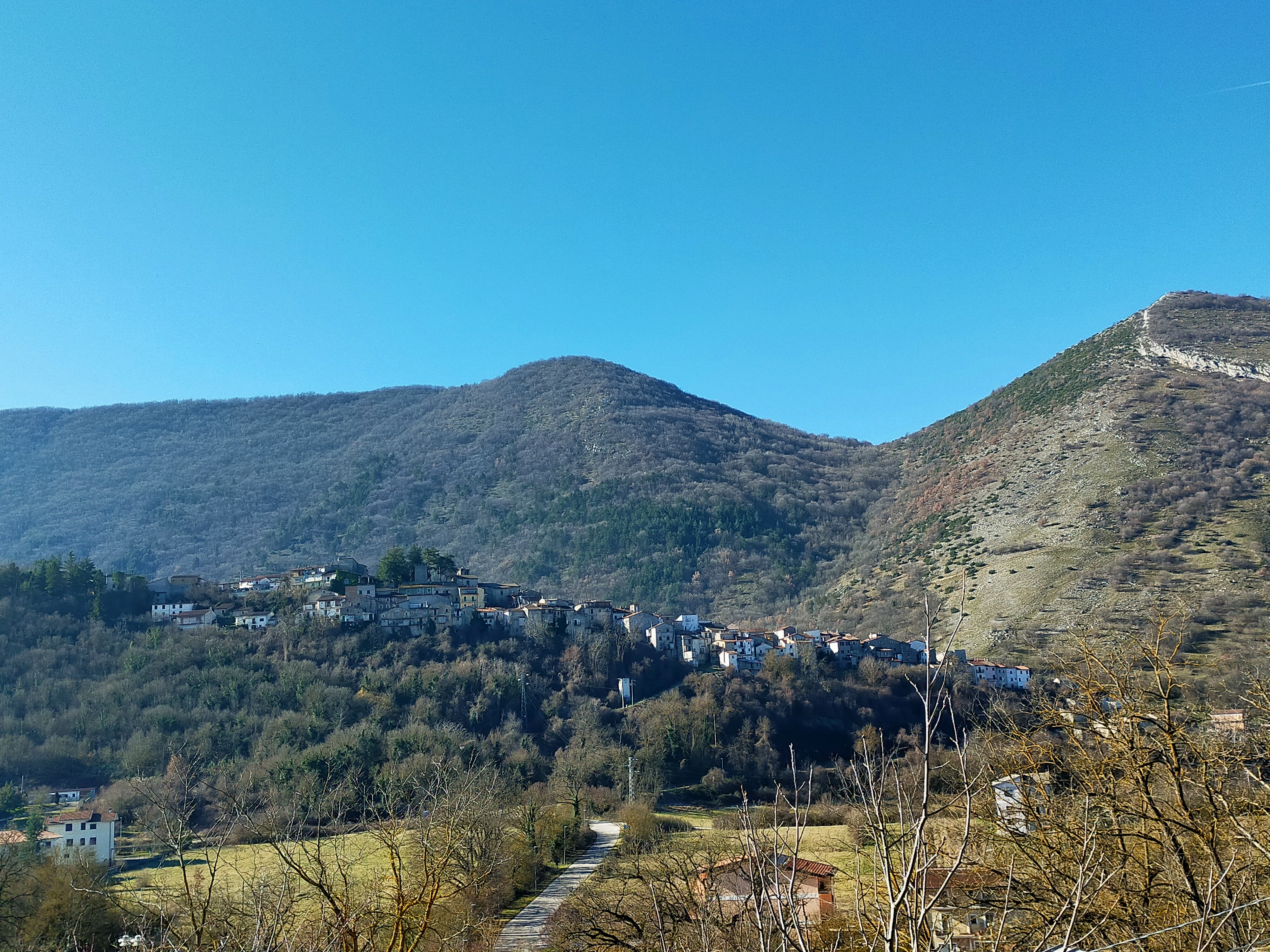
Il colle di Corcumello tra i monti Girifalco e Aurunzo

Il territorio corcumellano fu abitato fin dall'epoca preromana e romana. Ocres, vici e necropoli puntellano il colle di Corcumello e le più contigue località di colle San Pietro e di Grottelle, antico villaggio rurale. 
In altura, a Collalto (a circa 870 m s.l.m.) sono presenti le importanti aree di interesse archeologico di Rotella di Collalto e Rotella della Macchietta.
In piazza del Colle si trovava la piccola villa rustica di Colle non distante da quella più contenuta di Santa Marta, collocata leggermente più in basso. Tra Corcumello e Cese a 720 m s.l.m. dei piani Palentini, in località Castellani, era situata una villa coeva di epoca imperiale.
Le fortificazioni altomedievali della zona erano il castello di Girifalco, noto nel Basso Medioevo come Castellum Palearie e citato nel Catalogus baronum e in alcuni documenti di Federico II di Svevia e Carlo I d'Angiò, il castello-recinto De Ponte-Vetoli edificato intorno alla torre cintata del X-XII secolo e il castello-recinto di Collalto (X-XII secolo). I monti Arezzo e Girifalco furono indagati dall'archeologo Antonio Mario Radmilli, gli insediamenti fortificati di Collalto dallo studioso inglese Andrew Slade nel 1975.
Nella località, dove si trovano i ruderi della chiesa di Sant'Anatolia, è emerso il fregio d'armi di un monumento funerario databile con ogni probabilità all'epoca repubblicana.

### Aree naturali

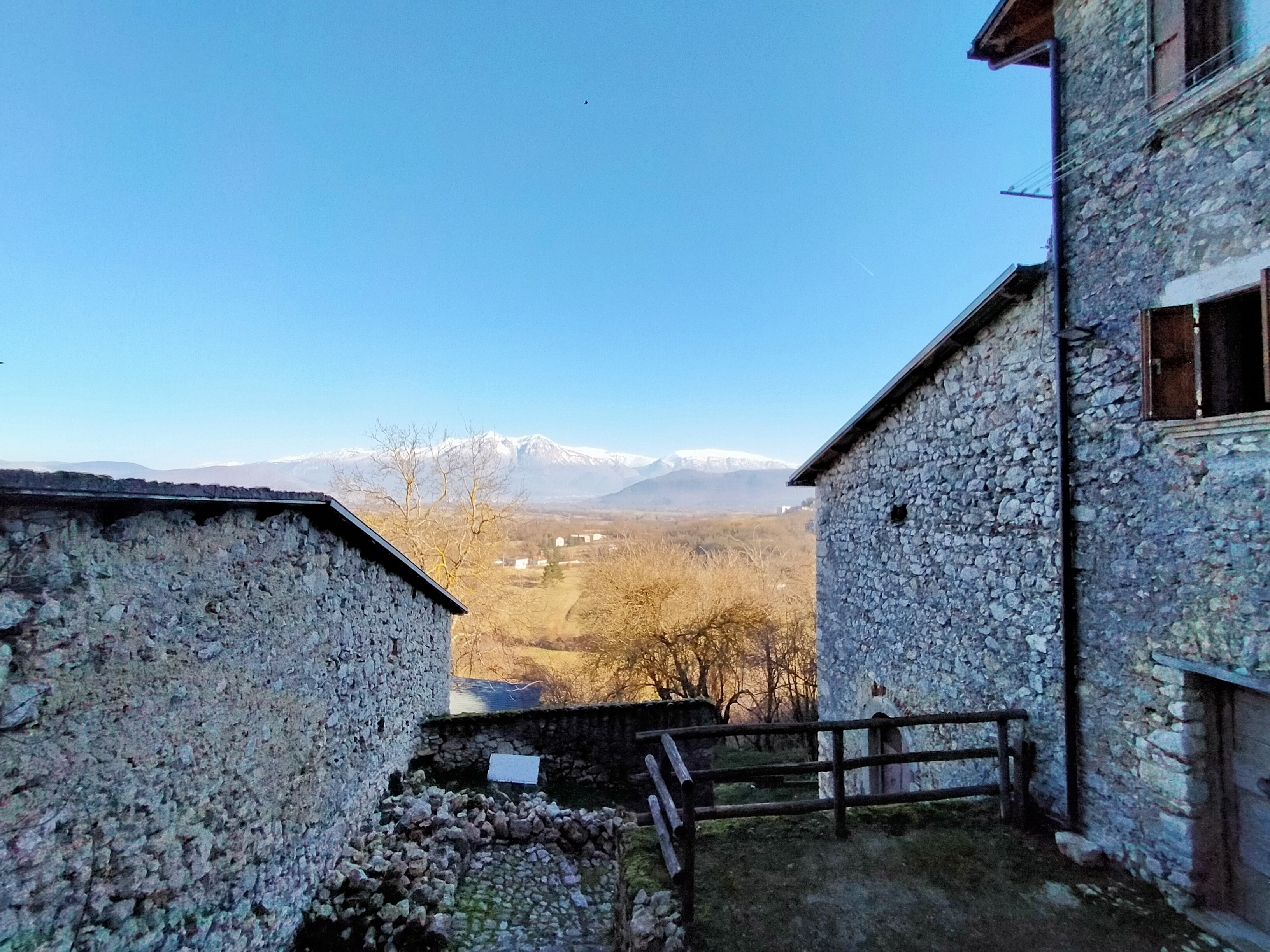
Piani Palentini e massiccio del Sirente-Velino visti dal paese

- Grotta di San Lorenzo, piccola cavità situata sul monte Girifalco a circa 1 000 m s.l.m., oltre il passo di Pagliara, adibita durante il Medioevo a un romitorio legato al monastero scomparso di san Pietro[50][51].
- Monte Aurunzo (1 475 m s.l.m.) e monte Arezzo (1 279 m s.l.m.), inclusi tra i siti di interesse comunitario dell'Abruzzo.
- Fontanile delle castagne, alle pendici del monte Arezzo[52].
- Giardini pubblici della villa comunale realizzata nel vecchio campo sportivo[53].
- Località colle Amico, colle Penna e Montarello.
- Conetta della Trinità[9].
- Grande cammino dei Briganti[54].
- Piani Palentini-Valle di Nerfa-valle Roveto[4][55].

## Società

### Lingue e dialetti
Il dialetto corcumellano si colloca nel continuum del dialetto italiano-mediano che nel territorio della Marsica copre l'area palentino-carseolana, la zona di Tagliacozzo fino a San Pelino, Antrosano e Cese, frazioni di Avezzano.

### Tradizioni e folclore
Annualmente, il 10 agosto, si svolge la festa patronale in onore di san Lorenzo.

## Cultura

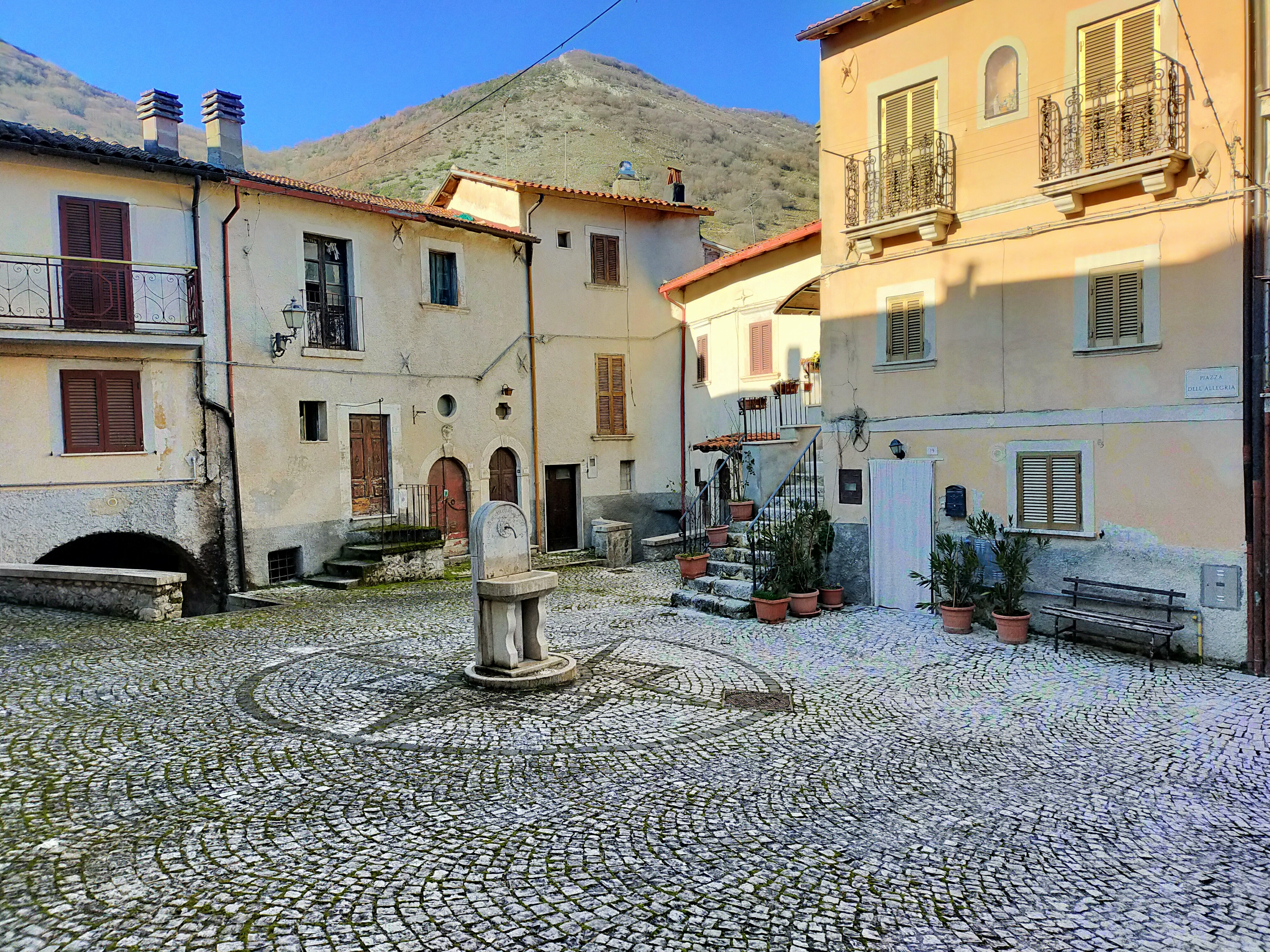
Piazza dell'Allegria

### Arte
Il pittore e antiquario romano Attilio Simonetti ideò la mascherata intitolata "Processione per il Principe di Corcumello" per il carnevale romano del giovedì grasso del 1880. Un corteo seicentesco, tra realtà e finzione, del principe di Corcumello e di Pagliara ad uno dei suoi possedimenti, il castello di Boccadoro. I partecipanti alla sfilata che si snodò lungo il corso romano, oltre sessanta personaggi perlopiù artisti e architetti, furono vestiti con costumi autentici del Seicento di proprietà di Simonetti. Il fotografo francese Henri Le Lieure realizzò diverse stampe all'albumina applicate su carta. Alcuni negativi sono conservati nel museo di Roma a palazzo Braschi. Si occuparono del particolare evento la rivista L'Illustrazione Italiana del 7 marzo 1880 e il settimanale di belle arti Roma artistica del 15 marzo 1880, in cui apparve una relazione scritta in stile barocco della pantomima.

### Televisione
Lo sceneggiato televisivo Le terre del Sacramento, prodotto dalla Rai nel 1970 e tratto dall'omonimo romanzo di Francesco Jovine è stato girato per la regia di Silverio Blasi a Corcumello e nei pressi dell'altopiano della Renga e del bivio di Serra Sant'Antonio-Campo Staffi, lungo la strada Simbruina, nel comune di Capistrello.

### Cucina
A Corcumello, centro che dalla seconda metà dell'Ottocento risulta più isolato e lontano dalle principali vie di comunicazione stradale e ferroviaria della Marsica, si è mantenuta l'originaria tradizione culinaria. Tra i piatti tipici figurano le zuppe e le minestre della cucina povera rinascimentale. Il grano Solina (PAT abruzzese) e la "marrocca", ovvero la "spiga" di granturco, fanno parte dei prodotti tipici locali.

## Infrastrutture e trasporti

### Strade
Corcumello è raggiungibile dalle autostrade A25 Roma-Torano-Pescara ed A24 Roma-L'Aquila-Teramo uscita Magliano de' Marsi, proseguendo in direzione Tagliacozzo fino al bivio per Villa San Sebastiano-Corcumello, oppure in direzione Avezzano fino al bivio per Cese, paese collegato attraverso la strada provinciale 62.
Da Napoli e dall'autostrada A1 uscita Cassino, proseguendo per la SS 690 Avezzano-Sora, uscita Capistrello oppure Avezzano-Via Tiburtina Valeria.
Nei pressi della stazione di Villa San Sebastiano ha inizio la strada statale 579 Palentina che collega i piani Palentini alla valle Roveto attraverso la strada statale 82 della Valle del Liri.

## Sport

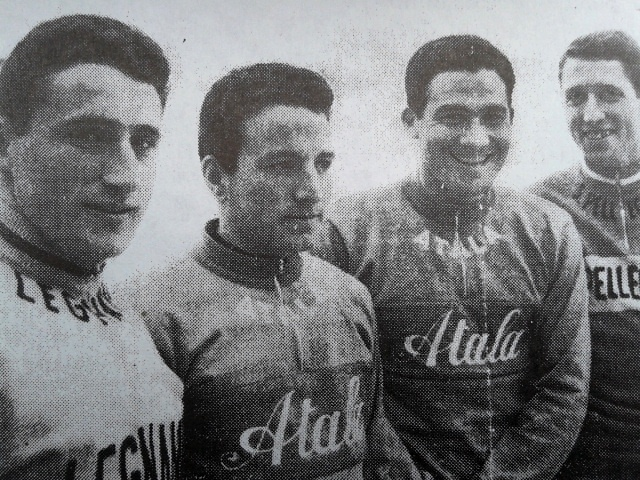
Il ciclista Vincenzo Meco (primo a destra) con Giovanni Cordovani, Vito Taccone e Sandro Cervellini

Il territorio di Corcumello è un punto di passaggio degli amanti del ciclismo e del podismo su strada. 
Nella sua area montuosa e verso i monti Carseolani o i monti Simbruini si pratica l'escursionismo leggero.

### Impianti sportivi
Adiacente alla villa comunale, a ridosso del monte Girifalco, è stato realizzato nel 2021 il nuovo campo di calcio a 5 intitolato a Massimo Chiostri. 
Nei pressi della strada 579 Palentina, tra le località di Colle Amico e Colle Penna, si trova il crossodromo, realizzato negli anni settanta, per la pratica del motocross.